# Тепловий комфорт
Тепловий комфорт — це стан людини, який виражає задоволеність тепловим середовищем і оцінюється за допомогою суб'єктивної оцінки (Стандарт 55 ANSI/ASHRAE). Людське тіло можна розглядати як тепловий двигун, де їжа є вхідною енергією. Тіло людини буде віддавати надлишок тепла в навколишнє середовище, щоб організм міг продовжувати функціонувати. Тепловіддача пропорційна різниці температур. У холодному середовищі тіло втрачає більше тепла в навколишнє середовище, а в спекотному середовищі тіло не виділяє достатньо тепла. Обидва сценарії призводять до дискомфорту. Підтримка цього стандарту теплового комфорту для мешканців будівель та інших приміщень є однією з важливих цілей інженерів-проектувальників ОВіК ( опалення, вентиляції та кондиціонування повітря ).
Теплова нейтральність зберігається, коли тепло, що утворюється під час метаболізму людини, розсіюється, таким чином зберігаючи теплову рівновагу з навколишнім середовищем. Основними факторами, які впливають на тепловий комфорт, є ті, які визначають надходження та втрати тепла, а саме швидкість метаболізму, ізоляція одягу, температура повітря, середня температура випромінювання, швидкість повітря та відносна вологість. Психологічні параметри, такі як індивідуальні очікування, також впливають на тепловий комфорт. Температура теплового комфорту може значно відрізнятися між людьми та залежно від різних факторів, таких як рівень активності, одяг, вологість тощо.
Модель прогнозованого середнього голосування (Predicted Mean Vote, PMV) є однією з найбільш визнаних моделей теплового комфорту. Вона була розроблена з використанням принципів теплового балансу та експериментальних даних, зібраних в контрольованій кліматичній камері в умовах стаціонарного стану.  Адаптивна модель, з іншого боку, була розроблена на основі сотень польових досліджень з ідеєю, що мешканці динамічно взаємодіють з навколишнім середовищем. Мешканці контролюють своє теплове середовище за допомогою одягу, відкритих вікон, вентиляторів, персональних обігрівачів та сонцезахисних штор.  Модель PMV може бути застосована до будівель з кондиціонерами, в той час як адаптивна модель може бути застосована лише до будівель, в яких не встановлені механічні системи. Не існує єдиної думки щодо того, яку модель комфорту слід застосовувати для будівель, які частково кондиціонуються просторово або тимчасово.
Розрахунки теплового комфорту відповідно до стандарту ANSI/ASHRAE 55 , стандарту ISO 7730  і стандарту EN 16798-1  можна вільно виконувати за допомогою інструменту CBE Thermal Comfort Tool для ASHRAE 55,  з пакетом Python pythermalcomfort  і пакетом R comf.